# ジャクソンビル海軍航空基地
ジャクソンビル海軍航空基地（ジャクソンビルかいぐんこうくうきち、英語: Naval Air Station Jacksonville）は、アメリカ合衆国フロリダ州のジャクソンビルに位置するアメリカ海軍の基地である。大西洋艦隊海軍航空軍のP-8A飛行隊などを有する第11哨戒偵察航空団や、MH-60R飛行隊を有する大西洋艦隊ヘリコプター海洋打撃航空団ジャクソンビル分遣隊などが所在している。

## 所在部隊
ジャクソンビル海軍航空基地には、以下の部隊が所在している。
哨戒偵察航空群司令官(COMPATRECONGRU)隷下
- 第30哨戒飛行隊（英語版） - P-8A
- 第11哨戒偵察航空団
  - 第5哨戒飛行隊 - P-8A
  - 第8哨戒飛行隊 - P-8A
  - 第10哨戒飛行隊（英語版） - P-8A
  - 第16哨戒飛行隊（英語版） - P-8A
  - 第26哨戒飛行隊（英語版） - P-8A
  - 第45哨戒飛行隊（英語版） - P-8A
  - 第19無人機哨戒飛行隊 - MQ-4C
- 海洋哨戒偵察兵器学校 - P-8A、MQ-4C

大西洋艦隊ヘリコプター海洋打撃航空団司令官(COMHSMWINGLANT)隷下
- 大西洋艦隊ヘリコプター海洋打撃航空団ジャクソンビル分遣隊
  - 第46ヘリコプター海洋打撃飛行隊 - MH-60R
  - 第60ヘリコプター海洋打撃飛行隊 - MH-60R
  - 第70ヘリコプター海洋打撃飛行隊（英語版） - MH-60R
  - 第72ヘリコプター海洋打撃飛行隊 - MH-60R
  - 第74ヘリコプター海洋打撃飛行隊 - MH-60R

海軍予備役航空隊司令官(CNAFR)隷下
- 艦隊兵站支援航空団（英語版）
  - 第61艦隊兵站支援飛行隊 - C-40A
  - 第62艦隊兵站支援飛行隊 - C-130T
- 海上支援航空団
  - 第62哨戒飛行隊（英語版） - P-8A

艦隊即応センター司令官(COMFRC)隷下
- 南東部艦隊即応センター（英語版）[6]

## 事故

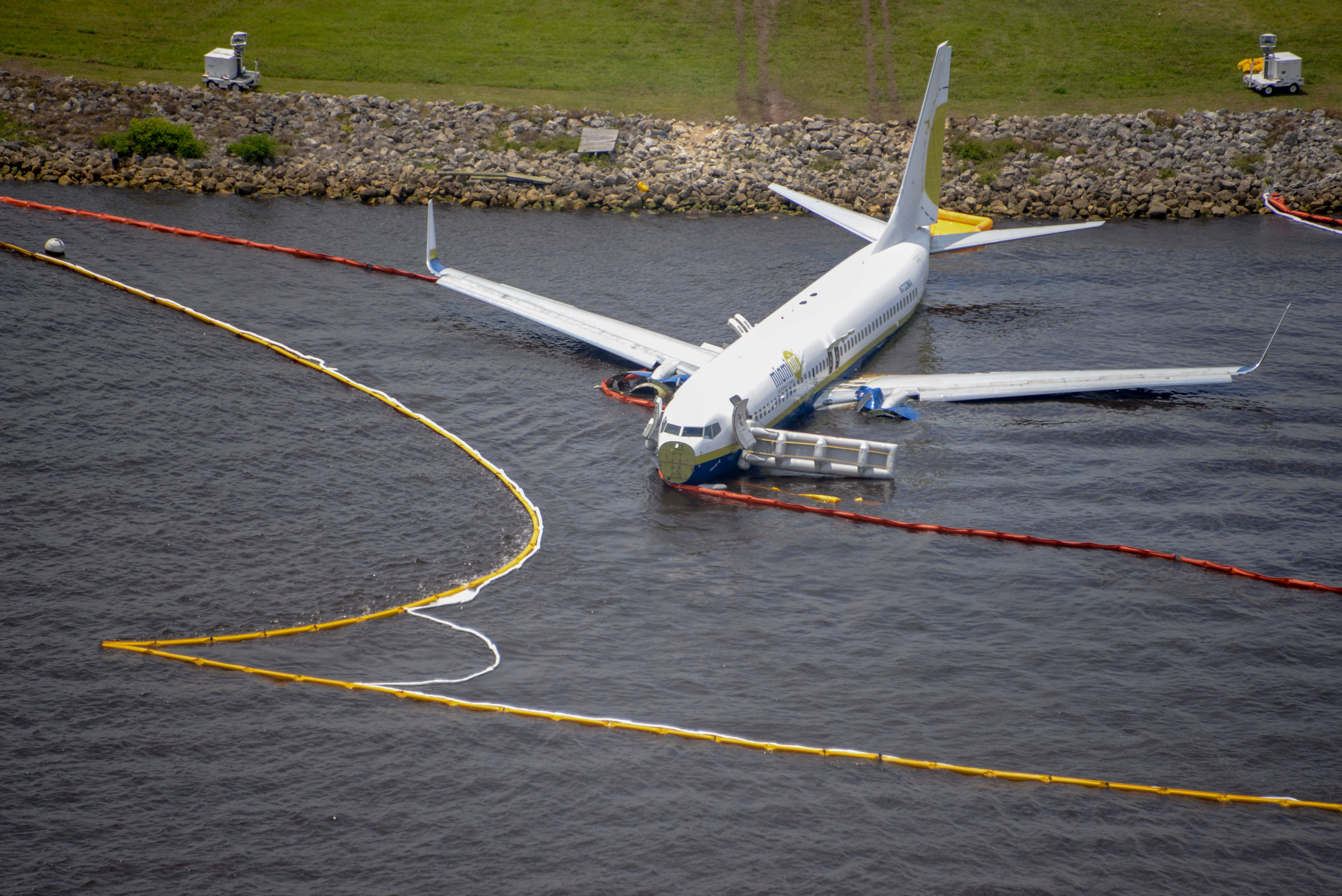
セントジョンズ川に着水したマイアミ・エア・インターナショナル293便

2019年5月3日にキューバのリーワード・ポイント飛行場発ジャクソンビル海軍航空基地行きのマイアミ・エア・インターナショナル293便（B737-81Q）が、ジャクソンビル海軍航空基地への着陸時にハイドロプレーニング現象が発生して滑走路をオーバーラン、セントジョンズ川に着水して乗員乗客143人のうち21人が負傷する事故が発生した。